# Tallantó

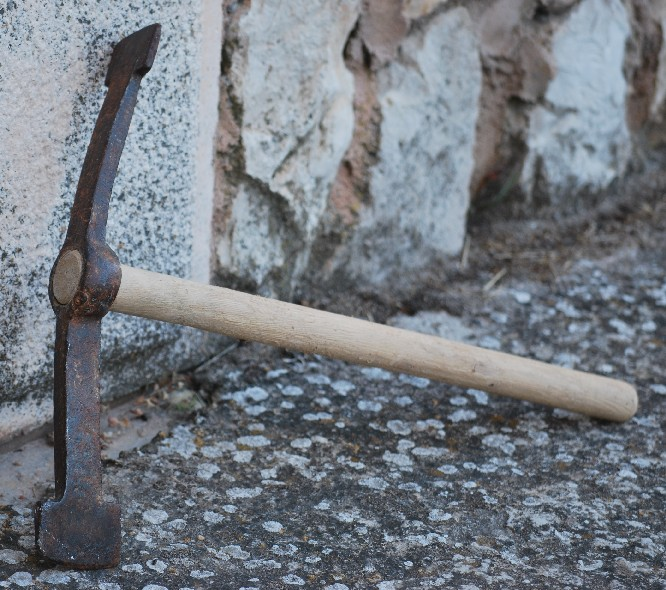
Tallantó

Un tallantó és una eina de paleta semblant a un martell, amb dos talls a cada banda: un tall vertical i l’altre horitzontal. És emprat en les operacions d’enrajolar, per a picar les rajoles.

## Altres llengües
El terme equivalent castellà és «alcotana». La denominació de «aciche» fa referència a una eina similar però amb dos talls horitzontals.
En francès hi ha les denominacions "décintroir" i "herminette a cognée".
El terme anglès "jeddingax" o "jedding axe" és proposat en alguns diccionaris. Altres propostes indiquen una definició diferent.
En alemany l'expressió és "Doppelspitzhammer der Maurer". O "Hammer-Meißelhammer".
L'expressió italiana és "martello da muratore".